# Matrimonio igualitario en Akrotiri y Dekelia
El matrimonio igualitario es legal en Akrotiri y Dekelia desde el 3 de junio de 2014. El 28 de abril de 2014, el Consejo Privado del Reino Unido aprobó una Orden del Consejo para legalizar los matrimonios entre personas del mismo sexo, que entró en vigor el 3 de junio. Sin embargo, esto sólo se aplica si una de las partes del matrimonio es miembro de las Fuerzas Armadas británicas. La orden no se aplica a la población civil local que reside en Akrotiri y Dekelia. El personal militar también puede formar sociedades civiles desde 2005.

## Antecedentes
El territorio británico de ultramar de Akrotiri y Dekelia se estableció en 1960 mediante los Acuerdos de Londres y Zúrich cuando se concedió a Chipre británica la independencia del Imperio Británico. El Reino Unido buscó conservar la soberanía sobre las áreas de Akrotiri y Dekelia, ya que esto garantizaba el uso de bases militares del Reino Unido en la isla de Chipre. Las bases se encuentran en una ubicación estratégica, en el borde oriental del mar Mediterráneo y cerca de Oriente Medio y el Canal de Suez.
Cuando la República de Chipre obtuvo su independencia en 1960, el Reino Unido declaró que las leyes aplicables a la población chipriota de Akrotiri y Dekelia serían, en la medida de lo posible, las mismas que las de Chipre. Algunas leyes de la República, principalmente las relativas a la agricultura y los impuestos, se adoptan tal como fueron formuladas por la República. Las leyes adoptadas forman parte de la ley del territorio sin necesidad de promulgar nueva legislación cuando cambia la ley de Chipre. Algunas leyes del Reino Unido también son directamente aplicables a Akrotiri y Dekelia o han sido ampliadas mediante una Orden del Consejo. Estas leyes se refieren principalmente a las relaciones exteriores. El Administrador de Akrotiri y Dekelia también tiene la facultad, en virtud de la Orden del Consejo sobre las zonas de base soberana de Akrotiri y Dekelia de 1960, de dictar leyes para el territorio: legislación primaria conocida como "ordenanzas" y legislación secundaria conocida como "instrumentos públicos".

## Ley de matrimonio entre personas del mismo sexo
El 17 de julio de 2013, la reina Isabel II otorgó el consentimiento real a la Ley de Matrimonio (Parejas del Mismo Sexo) de 2013, que legalizó el matrimonio entre personas del mismo sexo en Inglaterra y Gales. Las secciones de la ley que permiten la solemnización de matrimonios entre personas del mismo sexo entraron en vigor el 13 de marzo de 2014, y las primeras ceremonias de matrimonio entre personas del mismo sexo en Inglaterra tuvieron lugar el 29 de marzo de 2014.
El 28 de abril de 2014, el Consejo Privado del Reino Unido promulgó la Orden sobre Matrimonio en el Extranjero (Fuerzas Armadas) de 2014, que entró en vigor el 3 de junio de 2014. La orden permite que se lleven a cabo matrimonios entre personas del mismo sexo en todas las bases del ejército británico, incluidas las bases de Akrotiri y Dekelia. Los futuros cónyuges deben notificar con antelación el matrimonio a su oficial al mando, quien luego expedirá un certificado que permitirá solemnizar el matrimonio si las partes cumplen con todos los requisitos para casarse. Una de las partes debe ser miembro de las Fuerzas Armadas Británicas o ser una persona que realice tareas "administrativas, ejecutivas, judiciales, de oficina, mecanográficas, de duplicación, de operación de máquinas, de mantenimiento de papel, de gestión, profesionales, científicas, experimentales, técnicas, industriales, o funciones laborales" para las Fuerzas Armadas que prestan servicio en el territorio. El matrimonio de una pareja del mismo sexo también puede solemnizarse según los ritos de una denominación religiosa, con excepción de la Iglesia de Inglaterra y la Iglesia de Gales. La Iglesia Reformada Unida ha permitido a sus congregaciones celebrar matrimonios entre personas del mismo sexo desde 2016 y tiene un reverendo destinado en Dekelia. Las parejas del mismo sexo también pueden formar una unión civil en virtud de la Orden de Unión Civil (Fuerzas Armadas) de 2005, que entró en vigor el 7 de diciembre de 2005. De manera similar a un matrimonio, los futuros socios civiles deben proporcionar un aviso de la unión civil propuesta a una oficial registrador, y uno de los socios deberá ser miembro de las Fuerzas Armadas o estar sujeto a disciplina de servicio prestando servicio en el territorio. Ambas órdenes no se aplican a la población civil local residente en el territorio.
La primera pareja del mismo sexo que se casó en el territorio fue el sargento Alastair Smith, miembro del 2.º Batallón del Regimiento Real de la Princesa de Gales, y Aaron Weston, que se casó en Dekelia el 10 de septiembre de 2016. La ceremonia de matrimonio estuvo a cargo del vicemariscal del aire Michael Wigston.
Chipre no reconoce el matrimonio entre personas del mismo sexo, pero ha ofrecido a las parejas del mismo sexo varios de los derechos y beneficios del matrimonio en forma de «cohabitación civil» desde diciembre de 2015.